# Würzel
Würzel, pseudonimo di Michael Richard Burston (Cheltenham, 23 ottobre 1949 – 9 luglio 2011), è stato un chitarrista britannico, che è stato membro della band heavy metal Motörhead; successivamente invece è stato un personaggio molto conosciuto nella scena della musica ambient inglese.

## Biografia
Prima di unirsi ai Motörhead nel 1984 ha fatto parte dell'esercito e partecipato in band come i Bastard e i Warfare.
Nel 1984 si è presentato a un'audizione per far parte della nuova formazione dei Motörhead, per la quale Lemmy cercava un chitarrista relativamente sconosciuto. Alla fine riuscirono a spuntarla in due, così che Lemmy dopo averli sentiti suonare insieme, decise di tenerli entrambi, ossia Burston e Phil Campbell. La nuova formazione dei Motörhead a due chitarre esordì il 14 febbraio 1984.
Burston ha visto un certo numero di cambiamenti di formazione della band fino all'anno in cui è rimasto, il 1995; infatti abbandonò il gruppo all'indomani dell'uscita di Sacrifice. Tenne il suo ultimo concerto coi Motörhead ad Amburgo, in Germania, il 22 dicembre 1994.
Nel 1998, quasi-ispirato dalle esperienze psichedeliche in Belgio, realizza improvvisamente un disco ambient dal titolo Chill Out Or Die, che ha ricevuto recensioni da riviste come The Wire, The Daily Mail e Metal Hammer.
Würzel ha suonato nuovamente con i suoi ex-compagni di squadra in varie occasioni, come al Download Festival del 2008 e al Guilfest del 2009. Ha partecipato (sempre come ospite) anche ad alcune date dei Motörhead nei loro tour inglesi del 2008 e del 2009. Il musicista è morto il 9 luglio 2011, all'età di 61 anni a causa di fibrillazione ventricolare, causata da cardiomiopatia.
Il soprannome tedesco di Würzel (che significa "radice") è dovuto alla somiglianza dei capelli di Michael Burston con il personaggio televisivo inglese Worzel Gummidge, con l'aggiunta di una umlaut dietro suggerimento di Lemmy.

## Discografia

### Solista
- 1987 - Bess
- 1990 - The Very Best of Würzel
- 1998 - Chill Out Or Die (The Ambient Album)
- 2006 - Trippin' Me Nuts Off - Live and Wankered in Leuven

### Motörhead
- 1984 - No Remorse
- 1986 - Orgasmatron
- 1987 - Rock 'n' Roll
- 1988 - Nö Sleep at All
- 1991 - 1916
- 1992 - March ör Die
- 1993 - Bastards
- 1995 - Sacrifice

### Altro
- 1985 - Warfare - Metal Anarchy
- 1986 - Fairport Convention - Quazi-Be-Goode / Where Would You Rather Be Tonight? (7" singolo)
- 1986 - Artisti Vari - Where Would You Rather Be Tonight?
- 1988 - Atomgods - WOW!
- 1995 - Warhead - Warhead
- 1996 - Disgust - A World Of No Beauty
- 1997 - WVKEAF - Jump/Maximism
- 1997 - WVKEAF - Jump
- 2001 - Splodgenessabounds - Artful Splodger

## Videografia

### Motörhead
- 1985 The Birthday Party
- 1986 Deaf Not Blind
- 1991 Everything Louder than Everything Else
- 2002 The Best of Motörhead